# وورفيس
وورفيس هي لعبة من نوع تصويب منظور الشخص الأول ويتم اللعب به مجاناً على الإنترنت، طورته شركة كراي تك، وتم تطوير اللعبة باستخدام محرك الألعاب CryEngine 3 للحاسب الآلي بالرغم من أن اللعبة مجانية إلا أنها تحتاج إلى جهاز ذا عتاد قوي.

## اللعب
يمكن للاعبين الاختيار من بين أربعة فصول مختلفة للعب، (Sniper بالعربية القناص، Rifleman بالعربية حامل البندقية أو المهاجم، Engineer بالعربية المهندس، أو Medic بالعربية المسعف). كل فصل له دوره الخاص في اللعبة: المسعفون يحيون زملائهم الساقطين، المهندسون يستعيدون ويرممون الدروع، حامل البندقية أو المهاجم يوفر ذخيرة إضافية، في حين أن القناصة هم خبراء المدى الطويل - عمليا الطبقة الوحيدة القادرة على إيصال طلقاتٍ واحدة إلى الجسم في أي مجموعة أطول من نقطة فارغة. كل من هذه القدرات يتطلب مهارات تتطلب إتقانها للظهور منتصراً في المباريات.
بالحديث عن ساحات القتال والمناطق التي تجرى عليها الحروب تتغير الساحة من معركة إلى أخرى، كما يختلف الطقس من معركة إلى آخر، الطقس الممطر، المتجمد، الحار، واللعب في الصباح أو المساء، كل ذلك وأكثر من المتغيرات يجعل من تحميل لعبة وار فيس رقم 1 بين المنافسين، مخابئ وممرات سرية كثيرة للغاية، حاول دائماً السير بخفاء دون إحداث ضجيج أو ترك آثار خلفك، من الأمثلة على تلك الساحات الغابات الاستوائية شاسعة المساحة، شوارع المدن وسط المنازل والمباني، الصحراء وسط الجبال والصخور.
أما عن الأسلحة وملابس الجنود، لكل مقاتل داخل تحميل لعبة وورفيس للكمبيوتر ملابس عسكرية، من بينهم خوذة الرأس والقبعة وكذلك القفازات ودرع الحماية الذي يقلل نسبة الإصابة عند التعرض لإطلاق النيران، أيضاً السيفتي أو الحذاء، مع تشكيلة من أقوى وأفضل أسلحة نارية، رشاشات سريعة الإطلاق، بنادق عالية الإصابة ومسدسات مزدوجة، مجموعة من أحدث القناصات بتصاميم وأشكال جذابة، قنابل يدوية بعيدة المدى، كافة الأسلحة تتمتع بالتصويب، والبعض منهم يدعم التصويب عبر أشعة الليزر، الذخيرة تجدها في أماكن مختلفة على أرض المعركة.

## متطلبات تشغيل اللعبة
متطلبات تشغيل اللعبة (الحد الادنى)
CPU:2.0 GHz Dual Core
CPU Speed : Info
RAM : 2 GB
OS : Windows XP, Vista, 7, 8
Video Card : GeForce 8600 GT 256MB or ATI(AMD)Radeon X1950 256MB
Sound Card : Yes
Free Disk Space : 6 GB
متطلبات تشغيل اللعبة (المتقدم)
CPU : 2.6 GHz Dual Core
CPU Speed :Info
RAM :2 GB
8.1,OS :Windows XP, Vista, 7, 8
Video Card : GeForce 9600 GT 512MB or ATI(AMD)Radeon HD 4830 512MB
Sound Card : Yes
Free Disk Space : 6 GB

## مميزات لعبة وورفيس
- متجر كامل يحتوي على مئات العناصر.
- أحدث العاب الاكشن والقتال
- تجدد دائم في المؤثرات.
- جرافيكس عالي الدقة وأصوات بنقاء لا مثيل له.
- الآت ومركبات حربية جديدة تظهر لأول مرة.